# Ernst Feuz
Pour les articles homonymes, voir Feuz.
Ernst Feuz, né le 7 septembre 1909 à Mürren et décédé en février 1988, est un sauteur à ski et skieur alpin suisse.

## Résultats

### Jeux olympiques d'hiver
| Épreuve / Édition | St-Moritz 1928 |
| Saut à ski        | 8e             |

### Championnats du monde de ski alpin
| Épreuve / Édition | Mürren 1931 | Innsbruck 1933 |
| Descente          | 4e          |                |
| Slalom            |             | 6e             |

### Championnats du monde de ski nordique
Il a terminé 5e du combiné nordique aux championnats du monde de ski nordique 1933 à Innsbruck. Il a terminé 4e du saut à ski aux championnats du monde de ski nordique 1927.